# Ватерсей
Ва́терсей (англ. Vatersay; гэльск. Bhatarsaigh) — самый южный из обитаемых островов архипелага Внешние Гебриды, расположенного вблизи западного побережья Шотландии. Относится к группе островов Барра. Площадь составляет 9,6 км², высшая точка — 190 м над уровнем моря (гора Хешивар-Мор). На севере соединён с островом Барра дамбой, постройка которой была завершена в 1991 году. Население по данным переписи 2001 года составляет 94 человека.
Состоит из двух частей, соединенных томболо, более гористой северной и южной, на которой расположено основное поселение, одноименное с островом.